# Ricardo Caputo
Ricardo Feliciano Caputo (Penápolis, 15 dicembre 1981) è un ex giocatore di calcio a 5 brasiliano naturalizzato italiano.

## Carriera
Difensore solido dotato di un buon fiuto del gol, Caputo gioca in patria con Santa Fé do Sul, Umuarama e Corinthians finché, nel 2004, viene tesserato dagli italiani dell'Augusta con cui debutta in Serie A. Nel 2006 si trasferisce al Montesilvano, fortemente voluto da Fulvio Colini che ne era rimasto impressionato nei precedenti play-off. Con i gabbiani vince una Coppa Italia (2007), uno scudetto (2009-2010) e la Coppa UEFA (2011).  Nel luglio 2012 segue Colini alla Luparense con cui vince uno scudetto, una Coppa Italia e due Supercoppe; il connubio con il tecnico romano prosegue anche due anni più tardi al Pescara, in una complessa operazione di mercato che coinvolge Canal e Maurício.

## Palmarès

### Competizioni nazionali
- Campionato italiano: 4

Montesilvano: 2009-10
Luparense: 2013-14
Pescara: 2014-15
Italservice: 2018-19
- Coppa Italia: 4

Montesilvano: 2006-07
Luparense: 2012-13
Pescara: 2015-16, 2016-17
- Supercoppa italiana: 4

Luparense: 2012, 2013
Pescara: 2015, 2016

### Competizioni internazionali
- Coppa UEFA: 1

Montesilvano: 2010-11